# Valverde de la Virgen
Valverde de la Virgen è un comune spagnolo di 4 400 abitanti situato nella comunità autonoma di Castiglia e León.